# Mercedes Audras
 (septembre 2020).
Si vous disposez d'ouvrages ou d'articles de référence ou si vous connaissez des sites web de qualité traitant du thème abordé ici, merci de compléter l'article en donnant les références utiles à sa vérifiabilité et en les liant à la section « Notes et références ».
Mercedes Audras est une chanteuse, auteure-compositrice, productrice et réalisatrice Franco-Argentine.

## Biographie
Née à Buenos Aires, Argentine, sa mère Marie Orensanz est artiste peintre, son père Patrick Audras, Lyonnais, décorateur.
Elle part de l'Argentine toute petite avec ses parents et ses deux sœurs vivre en Europe, en Italie puis en France. Elle commence comme bassiste du groupe Power Game à Pa[Où ?]. En 1987, Mercedes croise la route de Fabrice Nataf alors directeur artistique de Virgin France qui lui propose d'enregistrer et de travailler avec Nic Dembling du groupe américain The Comateens. C'est ainsi que sort son premier single chez Virgin, en 1988, La tête à l'envers. Étienne Daho écrira la face B Placer del tiempo plus connue sur l'album Paris ailleurs comme Intérlude à la désirade, il réalisera aussi le mix.
En 1996, apparaît son premier album chez Columbia/Sony Music, qu'elle co-réalise avec Philippe Katerine. On y trouve aussi quelques chansons arrangées et composées par Les Innocents, un duo avec la chanteuse du groupe Autour de Lucie, Valérie Leulliot sur une chanson écrite par Edith Fambuena du groupe Les Valentins Qu'importe c'est l'été. Elle fait également des apparitions au cinéma et au théâtre.
En 2007 sort Les Deux qui s'aiment avec son propre label Chicas Recording, album réalisé par Edith Fambuena avec la participation de Jean-Louis Piérot aux arrangements. C'est sa sœur, Maria Audras qui réalise le clip de la chanson Les Deux qui s'aiment. (et qui réalisera tous ces futurs vidéoclips). Mercedes part quelques années plus tard en Argentine où elle enregistrera son 4e album.
En 2010 sort 10 000 km, album où l'on retrouve de brillantes et talentueuses participations des quatre coins du monde. En effet, sur ce nouvel album, Françoise Hardy lui donne une chanson inédite qu'elle a écrite au début des années 1970, Yeux d'enfant, on y trouve aussi quatre chansons  de l'Australienne Sally Seltmann, (compositrice de la chanson de Leslie Feist 1234), un duo franco-espagnol avec le chanteur Argentin Alejandro Sergi du groupe Miranda!, un autre duo avec le chanteur JP Nataf. Le groupe de rock espagnol M Clan participe aussi avec quelques compositions ainsi que Jean-Louis Piérot et le grand auteur belge Jacques Duvall lui écrit Tu me causes du souci et j'te dis merci sur une chanson de Sally Seltmann.
Henri Graetz participe aux arrangements et direction des cordes. Les argentins, Fernando Samalea enregistre toutes les batteries et Hugo Lobo de Dancing Mood de Luxe les trompettes. L'album est mixé et masterisé par Tom Durack, à New York. En 2011, janvier, le label Green Ufos présente et sort l'album 10 000 km en Espagne où elle part pour donner des concerts et participer à des festivals. En août l'album sort avec le label Pop Art Music / Sony Music en Amérique latine.
Entre 2012 et 2013, Mercedes signe en tant qu'artiste chez PopArt Music et enregistre son 5e album composé par des artistes argentins tel que Charly Garcia, Vicentico, Andres Calamaro, Fito Paez, Los Babasonicos, Franco Simone, Los Estelares et Chico Novarro. On retrouve son grand ami Henri Graetz aux arrangements et direction des cordes et un duo franco argentin avec Manuel Moretti leader du groupe Estelares. Entre mars et avril 
2014 sort l'album 5, produit par PopArt Music, et distribué par Sony Music Entertainment.
2016 compose et travaille sur l'album de l'actrice Leticia Bredice.
2017 / 2018 Enregistrement de Disco Pop, son 6e album avec, comme invitées, les actrices argentines et chanteuses Julieta Diaz, Elena Roger, Eugenia Tobal, Brenda Gandini, Ines Efron, Monica Scapparone, Rosario Audras, Belen Magri mais aussi l'actrice française et top model  Victoire Dauxerre, le présentateur Roberto Funes ou le comédien Diego De Paula. Enregistré par Lucho et Javier Cervi, Studio Sonobeat, Buenos Aires. Mixé par Nicolas Bastida, EcoStudio et masterisé par Justin Weis, Trakworx Mastering, USA. 
Compose quelques chanson pour l'actrice Leticia Bredice. Mercedes termine de lui réaliser 2 chansons Que facil para mi ser otra mujer , El Numero Uno.
2024 Tournage du court métrage qu'elle réalise avec Maria Audras "Le rêve d'Edmond", scénario écrit par Maria et Rosario Audras.
2025 Avril: Sortie de l'album "Le rêve d'Edmond" musique de la bande originale du film. Sortie du single "Tant de promesses" extrait de son 7eme album, "7", qu'elle écrit, compose et réalise.

## Discographie

### Albums studio
- 1996 : Mercedes Audras coréalisé par Philippe Katerine et Les Innocents
- 2002 : 2002 (album inédit)
- 2007 : Les deux qui s'aiment coréalisé par Edith Fambuena
- 2010 : 10 000 km avec Françoise Hardy, Sally Seltmann, Jacques Duvall, Alejandro Sergi de Miranda!, M Clan, Carlos Raya, Jean-Louis Piérot, JP Nataf et Henri Graetz aux direction de cordes et arrangements.
- 2014 :  5 (avec Charly Garcia, Vicentico, Andres Calamaro, Fito Paez, Babasonicos, Franco Simone, Los Estelares et Chico Novarro (PopArt Music & Sony Music Argentina))
- 2017 : Disco pop (album de duos avec entre autres Elena Roger, Julieta Diaz, Eugenia Tobal, Brenda Gandini, Ines Efron, Monica Scapparone, Robertito Funes, Victoire Dauxerre, Rosario Audras, Irina Coutrot, Leos Coutrot, Paul Coutrot, Belen Magri de Joplin, Diego de Paula, Lucho Cervi)
- 2025 : "Le rêve d'Edmond" musique originale du film "Le rêve d'Edmond" qu'elle écrit, produit, arrange et compose.

### Participations
- 1986 : Pop Satori (Étienne Daho l'invite à des Screaming Voice sur la chanson 4 000 années d'horreur. Mercedes l’aidera à enregistrer les versions espagnole et italienne de Duel au soleil)
- 1989 : 3 Months, 3 Weeks and 2 Days (de Bill Pritchard, réalisé par Étienne Daho. Ils l'invitent à participer sur quelques chansons où elle enregistrera des chœurs.
- 1990 : Diversion Pour les 10 ans de Virgin/France. 1re reprise de La Tête à l'envers en espagnol : Pensando en ti par Les Innocents)
- 1995 : Un air de famille (Village Vert/Columbia/Sony Music)
- 1995 : Nord pinus (accompagnée à la guitare par Philippe Katerine. Parmi les autres artistes: Miossec, Autour de Lucie...
- 1996 : La route est longue... le futur est rejouissant Mercedes chante Eu sei que vou te amar de Carlos Jobim et Vinicious de Moraes ainsi que Mon ange composé par JP Nataf et Jean-Christophe Urbain)
- 1997 : Comme un seul Homme (duo avec Francoiz Breut sur une chanson de Mercedes Tu ne dis rien)
- 1997 : Panorama (village Vert/Columbia/Sony Music)
- 1999 : Millesime 99 (EMI Publishing France)
- 2004 : Hidden Songs (pour les 10 ans de Green Ufos (label indépendant espagnol). Parmi les autres artistes : Dominique A, The Little Rabbits, Edith Frost, The Russian Futurists, The Black Heart Procession. Parmi les autres artistes : Jean-Louis Murat, Dominique A, Miossec, Mathieu Boogaerts, Daniel Darc, The Married Monk)
- 2017 : chansons pour l'actrice argentine (Leticia Brédice)

## Musique de Théâtre et de Film
- 1993 : Pepe de Maria Audras
- 1995 : Nord pinus Documentaire dans l'Hôtel Nord Pinus, interview + chansons guitare voix où Mercedes se retrouve avec Katerine, Miossec...
- 1999 : Pourquoi pas moi ? de Stéphane Giusti
- 2001 : Bella Ciao de Stéphane Giusti
- 2002 : L'affaire Valérie Lemay de Maria Audras
- 2006 : En quête de Maria Audras
- 2007 : Les deux qui s'aiment vidéo clip de Maria Audras
- 2010 : Écrit le générique pour une série télévisée Tipos en la cama avec le Docteur Walter Ghédin, qui sera réalisée par Maria Audras et diffusée en Amérique Latine et en Espagne.
- 2010 : "Le rêve d'Edmond" de Maria Audras et Mercedes Audras.

## Filmographie en tant que réalisatrice
- 2025 : "Le rêve d'Edmond" court-métrage

## Théâtre, expositions, livres
- 1997 : El Colectivo et ses voyageurs (exposition-evento). Elle est invitée par l'artiste peintre / sculpteur, Marie Orensanz à participer à l'exposition 'El colectivo et ses voyageurs' à la Fondation Argentine à Paris.
- 1997 : Étienne Daho de A a Z (livre).
- 2001 : Lettres mortes de Rosario Audras (Théâtre National de Chaillot). Musique et habillages sonores de Mercedes Audras.
- 2007 : Portraits et entretiens (livre). Mercedes est invitée et interviewée par le journaliste Benoît Cachin pour son livre sur Étienne Daho, Portraits et entretiens.